# Ilario Bandini
Ilario Bandini (Forlì, 18 aprile 1911 – Forlì, 12 aprile 1992) è stato un pilota automobilistico, imprenditore e costruttore automobilistico italiano.

## Biografia
Ilario Bandini nasce da Sante e Dora Fabbroni in Bandini agricoltori a Villa Rovere, frazione di Forlì, il 18 aprile 1911. Finite le scuole elementari inizia a lavorare come meccanico e tornitore in un'officina forlivese. A venticinque anni parte per l'Eritrea, colonia italiana, dove mette a frutto l'esperienza accumulata riparando camion e facendo trasporti egli stesso da Decamerè ad Asmara.
Tornato in Italia nel 1939, con i profitti risparmiati, apre nel centro di Forlì un'autorimessa affiancata da un'attività di noleggio di autovetture con e senza autista.

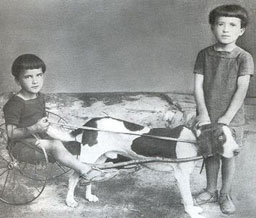
Ilario e il fratello Gualtiero con il primo mezzo di locomozione costruito.

### Le prime gare
Nello stesso 1939 inizia a gareggiare come motociclista partecipando al circuito di Faenza, al circuito di Lugo di Romagna e alla corsa di Imola. Nel 1940 partecipa alla sua prima Mille Miglia con una Fiat Balilla Coppa d'oro. Durante la seconda guerra mondiale, per far fronte alla carenza di combustibile per uso civile, dota le sue auto di impianti a gasogeno. Nel 1946, rimontando la Fiat 1100, che aveva tagliato e nascosto alle requisizioni tedesche, modifica il telaio e lo schema sospensivo. La carrozzeria in alluminio è opera del torinese Rocco Motto; nasce così la prima automobile Bandini.

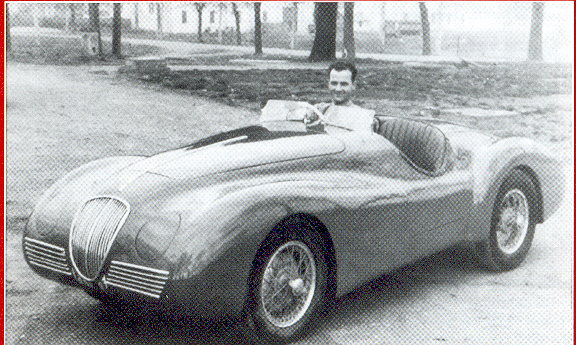
La prima Bandini.

Nel 1947 partecipa al circuito di Asti al volante di una Cisitalia D46 ed è secondo di categoria nella Predappio-Rocca delle Caminate con la 1100 sport.
Dopo aver realizzato una seconda Bandini 1100 partecipa alla Mille Miglia del 1949 con una nuova Bandini 1100 con carrozzeria siluro e parafanghini tipo moto. il motore è sempre un Fiat elaborato e modificato nella distribuzione (doppio albero a cammes in testa) DOHC di derivazione Alfa Romeo.
Seguono altre gare come il circuito di Senigallia, Ferrara, Modena, Bari, Pescara e il giro dell'Umbria dove assapora il gusto della prima vittoria di classe.

### In America
Agli inizi degli anni cinquanta, mentre in Italia Ilario Bandini diventa concessionario Alfa Romeo e poi Lancia le prime Bandini arrivano negli Stati Uniti d'America dove in mano ai piloti Dick Gent e Bob Said iniziano i primi successi e sono apprezzate le doti di leggerezza e stabilità dei telai brevettati in tubi in acciaio speciale a sezione ellittica.
L'importatore italoamericano Tony Pompeo pensò che quei telai, già vincenti con motori Fiat e Siata nella categoria fino a 1 100 e fino a 1 500 potessero risultare ancora più competitivi nella categoria fino a 750 cm³ equipaggiati di motori Crosley.
Ilario li modifica nella lubrificazione, nella cilindrata, nella distribuzione, nei cinematismi e li installa su telai di soli 18 kg di peso a cui sono applicate le carrozzerie di Motto che aveva compreso bene lo stile Bandini. Entrambi "cultori" dell'essenzialità e della praticità senza rinunciare però alle sinuosità delle forme e al rispetto dei regolamenti. Nacque così la Bandini 750 sport siluro.
Queste vetture dotate di fari a scomparsa possono correre nella categoria sport o corsa semplicemente togliendo i parafanghini tipo moto.
Le esportazioni aumentano, le Bandini guadagnano il rispetto e il successo nelle corse oltreoceano e con esso copertine e servizi sui giornali specializzati, due Bandini vengono esposte a Chicago nel 1952, una 750 sport siluro viene esposta nel 1953 al Madison Square Garden di New York,  mentre Hassan con Clark partecipano alla 12 ore di Sebring (prima prova del campionato mondiale sport) dopo essere arrivato terzo alla sei ore di Vero Beach, primo a Sowega (Georgia) e secondo (recuperando il tempo perso per una foratura) a Bryanfan.

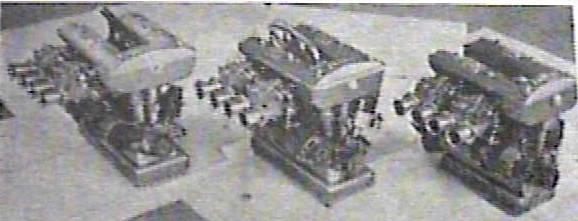
La prima serie dei motori bialbero.

### La produzione
Le Bandini vengono pensate in un angolo del garage e costruite nell'altro avvalendosi della collaborazione di una decina di persone di fiducia e del fratello Aurelio; ma è lo stesso Ilario a curarne ogni aspetto, dalla definizione all'ultimo dettaglio, dal disegno alla realizzazione al collaudo in strada, in pista o al banco prova.
Dal 1953 anche le carrozzerie vengono prodotte autonomamente mentre i motori Crosley subiscono una radicale trasformazione adottando una nuova testata DOHC con trasmissione del moto a ingranaggi. I carburatori Weber sostituiscono adesso i Dell'Orto. Bielle, pistoni, albero motore, coppa dell'olio; del Crosley resta ormai solo l'ottimo basamento in alluminio a cinque supporti di banco.
Nonostante gli impegni, è Bandini stesso che coglie le prime soddisfazioni in gare in circuito (Chieti, Senigallia, Bari) e la prima vittoria della 750 alla corsa in salita Bologna-Raticosa del 1952.
Nel 1953 il regolamento italiano impone che i parafanghi siano integrati con la carrozzeria, la Bandini si adegua e Ilario partecipa alla Mille Miglia (prova valida per il mondiale sport, come Sebring), si ritira a Forlì mentre è sempre nei primi tre a Salerno, Ascoli Piceno, Teramo, Macerata, Senigallia, Circuito di Montenero (Livorno) e sulla salita della Consuma (Firenze); sarà quarto a fine anno nel campionato italiano sport 750 cc.

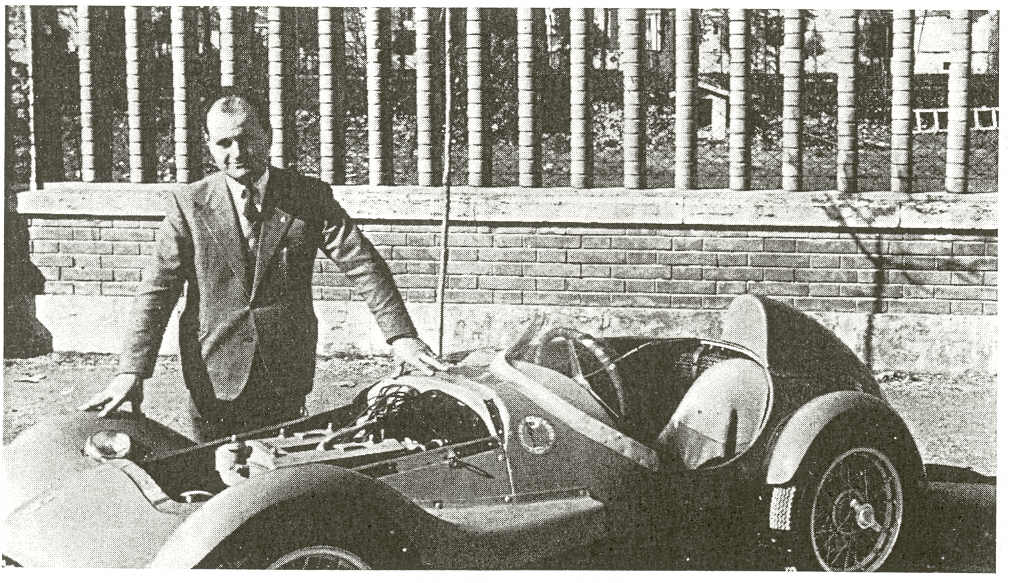
Bandini con una 750 sport siluro.

Alla Mille Miglia va meglio a Bondi che finisce ottenendo un ottimo nono posto di categoria su 69 partenti. Altri equipaggi parteciperanno fino all'edizione del 1957 (Zanini-Vitali, Tinazzo-Sintoni, Falli-Pacitti, Camisotti-Sintoni e Garavini) per un totale di 13 partecipazioni. In particolare nella terz'ultima edizione l'equipaggio Rusconi-Sintoni si ritirerà per un incendio dopo il rifornimento di Firenze; avevano raggiunto Roma con l'ottimo tempo di 7h:35':30" più di un'ora in meno del tempo di due anni prima.

### Formula 3 e SCCA
Nel 1954 alla produzione della sport siluro (biposto) si affianca quella della formula 3 (monoposto) che alle peculiarità delle vetture Bandini associa un motore potenziato fino a 73 hp a 9 000 giri e, per abbassare il baricentro, Ilario rovescia il differenziale e lo unisce ad una scatola di rinvio che accoglie l'albero di trasmissione;

La seconda serie dei motori 750 c.c..

più tardi (1957) sarà dotata di freni a disco sulle quattro ruote. Con questa vettura, Bandini giunse secondo al circuito di Forlì valido per il campionato italiano.
Alla stessa gara partecipa anche nella categoria sport, (con la biposto) ma è costretto al ritiro quando occupa la terza posizione. Vince però la Consuma, ed è terzo alla salita Compiano Vetto d'Enza. Insieme alle corse, allo sviluppo e alla produzione e al lavoro di autorimessa e concessionaria, Ilario fonda il "Gruppo sportivo Bandini".
In America intanto, nel campionato SCCA (Sports Car Club of America), James Riley, Jim Pauley (autore di una rimonta dal 24º al 3º posto a Bridgehampton), Sheldon Morril, Henry Rudkin (quattro primi e tre secondi posti in sette gare, vicecampione statunitense HM nel 1954) continuano a calcare costantemente i gradini del podio nella classe FM e HM in gare nazionali e internazionali

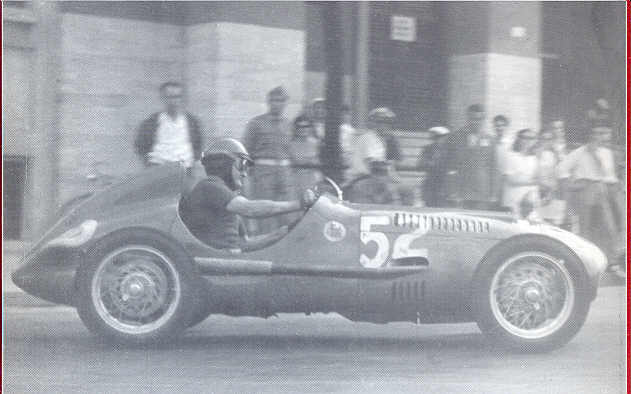
Ilario Bandini al Circuito di Forlì con la formula 3.

su circuiti e su strada: 50 miglia di MacDill (Florida), 100 Miglia di Offutt, Thompson, Watkins Glen International, Bridgehampton (New York), Milwaukee, Wilmont, Cumberland (Maryland), Elkhart Lake, FairChild Park, 12 ore di Sebring e molte altre.
Nel 1955 Dave Michaels con la sua Bandini-Offy 1625 cm³ nella classe EM (fino a 2000 cm³) vince a Watkins Glen combattendo ad armi pari con Ferrari Monza, Maserati, Cunningam, e Ferrari Mondial di maggiore cilindrata; secondo a Thompson (per 2/10") fa registrare il record della pista che rimarrà imbattuto per oltre un anno e mezzo. Nella categoria H-M fino a 750 cm³ Dolph Vilardi vince il campionato statunitense totalizzando 6000 punti battendo concorrenti che pilotavano, Crosley special, Renault, Giaur, Panhard, Siata, Nardi ed altre special.
L'anno successivo vede ancora le vittorie di Rudkin a Berverly, di Yares a Watkins Glen, di Michaels a Thompson (FM e assoluto) a Bryanfan di Bob Major e di Tom O'Brien che con motore Alfaromeo (di cui diverrà pilota ufficiale), vinse la classe 2000 cm³.
Nello stesso periodo, una 750 sport siluro viene dotato da David Uihlein di motore MG 1250 cm³, ottenendo in una stagione: due vittorie, due secondi posti un quarto e un solo ritiro.
Nel 1957 la Bandini si migliora monopolizzando la categoria con Melvin Sachs 3 600 punti campione SCCA HM, piazzando secondo Rudkin (che per questa stagione ha montato motore Saab) 3 200 punti, sesto Gordon Wright 1 800 puntti, settimo George Tipsword 1 400 punti e decimo Jack Connoly 1 000 punti. La popolarità è tale che perfino un pluripremiato "autore emerito" come William F. Nolan, scrittore e sceneggiatore, sceglie una Bandini siluro come fulcro per la sua novella "Across the old man and into Bandini".

### In Italia
In Italia, Ilario prepara un telaio che accolga un motore Maserati e una formula tre con motore Osca, che testimoniano la rete di ottimi rapporti commerciali. Mentre un telaio con meccanica Bandini viene "vestito" da una carrozzeria Zagato e una vettura viene approntata per Alex Raymond, disegnatore del celeberrimo Flash Gordon.
La Bandini GT, Berlinetta Zagato del 1955 vincerà il concorso d'eleganza di Rimini nel 1957, prima di volare anch'essa in America. Correrà a Sebring e a Daytona nel 1960 (Paul Richardson, scuderia Racemaster).

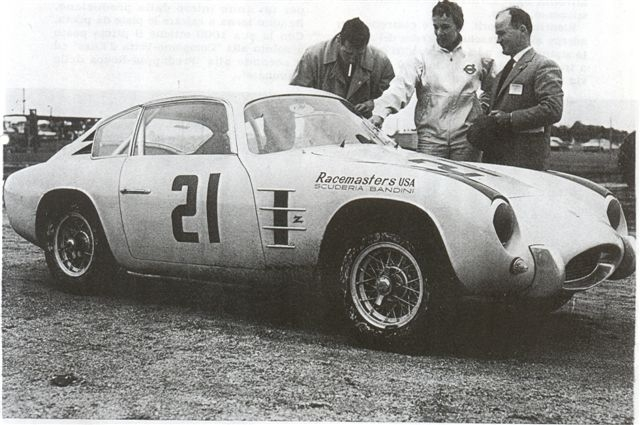
Bandini GT a Daytona.

A Predappio Bandini su Bandini ottiene la vittoria assoluta nel 1955 e nel 1956; anno in cui è terzo assoluto (primo di classe alla Bologna-S.Luca, terzo alla Consuma, primo alla Compiano Vetto d'Enza e primo al Campionato tra Automobil Club della regione Emilia-Romagna (aeroautodromo di Modena).

### La "saponetta"
Nel 1957, debutta l'aggiornamento della 750 sport: la nuova Bandini 750 sport internazionale "saponetta". La concezione strutturale e i principi ispiratori sono i medesimi della vettura che ha dato così tante soddisfazioni. Cambiano le dimensioni (carreggiate, altezze da terra) viene modificata la sospensione posteriore e il motore riceve un'ulteriore evoluzione (cambia particolarmente la testata, ridotta in dimensioni e migliorata in prestazioni) la carrozzeria, ancora Bandini, ha le dolci linee di una saponetta: appunto il nome con cui viene identificata.
In seguito, la stessa vettura ospiterà motori prima 850 cc con distribuzione mista a catena e ingranaggi e una diversa pompa dell'olio (il cui progetto risale al 1955) e poi sarà laboratorio per il motore 1000 cc, nato sulla base dell'850.
Mentre un esemplare partecipa alla Mille Miglia con Garavini e un altro con Camisotti-Sintoni, Ilario Bandini vince la Bologna-S.Luca e giunge settimo alla gara inaugurale dell'autodromo di Vallelunga. Un'altra saponetta corse con Massimo Bondi alla Trento-Bondone.
Nel '58 la "saponetta" vince a Predappio-Rocca delle camminate (secondo Achille Galassi su Bandini), Compiano Vetto d'Enza, bissa il successo del '56 all'aerodromo di Modena. Mentre anche negli states le saponetta cominciano a vincere con James Eichenlaub primo a Cumberland e a Toronto, secondo a Thompson, terzo in Virginia e a WatckinsGlen (New York), e le vittorie di Gene Parsons a Miami (Florida) e nella Congressional Cup (Washington); a fine anno saranno entrambi secondi nella classifica assoluta statunitense con quest'ultimo che dopo aver guidato la classifica fino a metà settembre vede sfuggirgli di mano il titolo a causa dell'impossibilità a partecipare alla gara a Watkins Glenn e fermato da un ritiro in Virginia.
Altri piloti come Robert Samuelson e Jack Connolly si mettono in evidenza cogliendo ottimi risultati e gare avvincenti come quella di Galveston in cui Connolly, sul bagnato rimonta 22 posizioni in sei giri, fermato solo dalla rottura del serbatoio.
In questo periodo Bandini sperimenta anche un motore desmodromico e la distribuzione mista catena/ingranaggi.

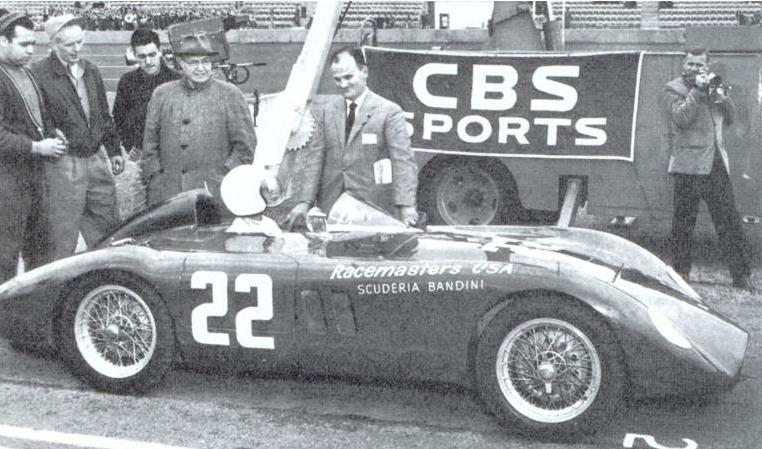
Ilario Bandini con una "bandini saponetta" durante un test al circuito di Daytona, 1960.

### Il 1959
Il 1959 è l'anno in cui Bandini oltre ad ottenere le vittorie alla Compiano Vetto d'Enza (terzo assoluto), Trapani-Monte Erice, Predappio-Rocca delle camminate, secondo alla Trento-Bondone, terzo a Vallelunga e quarto alla Coppa st. Ambreus (circuito più anello alta velocità di Monza), debuttano a Cesenatico sia la Formula junior che il nuovo motore (il cui progetto è datato 1955) di 850 cm³ sul primo prototipo di Bandini a motore posteriore. Nella stessa gara Edoardo Govoni coglie il terzo posto con il 750 e lo stesso piazzamento lo ottiene alla Coppa Shell a Vallelunga.
La F.junior deve, per regolamento, montare un motore 1100 cm³ di derivazione di serie. La Bandini f. junior ha il motore Fiat montato anteriormente inclinato sull'asse longitudinale di 15º, freni a tamburo e la scatola del differenziale usata per la formula tre è stata ottimizzata al fine di rendere facile e veloce la sostituzione delle coppie di ingranaggi che determinano il rapporto finale. Fu immediatamente richiesta negli Stati Uniti, pochi mesi e uscirà il tipo a sospensioni indipendenti che tuttavia non bastò a colmare il divario con i telai inglesi che per primi spostarono il motore alle spalle del pilota. Si guadagna comunque, pubblicazioni su riviste specializzate, l'interesse di Juan Manuel Fangio, dell'importatore Biener che ne ordina subito cinque e la fiducia di piloti come Roger Ward e Neil Babbs jr impegnati in gare junior fino al 1964, ma è anche l'auto che vede impegnati tra gli altri: Roger Penske pilota, team manager e industriale americano e Rodger Ward vincitore di due 500 Miglia di Indianapolis e iscritto nella Hall of Fame.
L'importanza della nascita del motore 850 cm³ è invece costituita dal fatto che questo ha anche il monoblocco-basamento in un unico pezzo Bandini; è quindi il primo motore completamente Bandini e costituirà la base per i successivi 1 000: carburatori (orizzontali e verticali), iniezione e turbo con intercooler. In questi anni appaiono sempre negli States, Bandini equipaggiate con motori Mercury, Saab, Offenhauser, MG, Osca, Alfa Romeo e Cadillac in versione dragster di sei litri di cilindrata.

### Il successo
Nel 1960 Ilario Bandini viene invitato a Daytona, dalla scuderia Racemaster impegnata nella celebre 500 miglia con la saponetta e la berlinetta Zagato; Luckens, Richardson e Callanan i piloti. Bandini viene celebrato dalla televisione (CBS) con tutti crismi di una vera e propria "star". Riceve dal Sindaco le chiavi della città di Daytona. Accortosi che Ilario era stato fino a poco tempo prima impegnato nei suoi motori, lo stesso aggiunse alle formalità di rito: "...sono felice di dare questo riconoscimento ad un uomo che oltre alla testa sa usare anche le mani!".

Bandini al lavoro su una sua testata a 16 valvole

Visita la fabbrica Crosley a Cincinnati e riceve la proposta di trasferire lì la sua azienda. Ma Ilario dopo aver assistito alla vittoria di Henry Rudkin a LimeRock preferisce tornare nella "sua" Forlì.
Dal medesimo anno in Italia sono impegnate le Bandini 750-850-1000 (tutti motori Bandini DOHC)  F. Junior e 1000 a motore anteriore e posteriore.
Questo è il periodo di massima espansione della ditta Bandini.
Un giornale dell'epoca riporta l'intenzione di pensare ad una vettura da formula uno, mentre trovano riscontro pratico la produzione di un prototipo di go-kart Bandini (con motore Parilla) e di un micro motorino che aveva la funzione di trasportare attrezzi e candele per fare un'assistenza rapida alle auto lungo il percorso di gara.

### Le gare e le auto degli anni '60
Ilario alla soglia dei cinquant'anni continua a correre in circuiti conosciuti e in gare quali: Sassi-Superga, Aosta-Pila (secondo), Vergato-Cereglio e Cesenatico. A quest'ultima partecipano anche Guerrino Lelli (quinto con la 750) Teodoro Zeccoli (ritirato per rottura di un manicotto dell'acqua con la mille) e Edoardo Govoni (ritirato per rottura del differenziale mentre era a ridosso dei primi due, con la 850) Giorgio Cecchini arriva terzo a Vallelunga con la 850 e Alberto Canali è terzo alla Salsomaggiore-Monte S. Antonio con la 1000 sport.
Mentre nel 1961 gli Stati Uniti plaudono la Bandini di Dave Lang (grazie a tre vittorie e un secondo posto che gli permettono di cogliere il terzo posto assoluto nella classe HM del campionato SCCA senza disputare le altre gare)  che guida ancora le classifiche del campionato nazionale con venti punti di vantaggio sulle Osca inseguitrici, in Italia vengono abbandonati i motori di cilindrata inferiore al litro. Ilario partecipa con scarsa fortuna alla 4 h di Pescara (valida per il mondiale sport) insieme ad Alberto Canali, miglior sorte hanno Cecchini e Cesare Sangiorgi sesti classificati. Vince lui a Reggio Emilia è settimo a Salsomaggiore Terme-S.Antonio, quinto a Vallelunga e secondo a Predappio dove vince Cecchini anch'egli su Bandini 1000.

Ilario Bandini con un motore 1000 c.c..

Cecchini invece è quarto a Salsomaggiore, costretto al ritiro per rottura della pompa della benzina quando era al comando ad Asiago e a Vallelunga dopo aver vinto la batteria, lo tradisce la frizione ad un giro dalla fine, è quarto alla Parma-Poggio di Berceto sesto al trofeo Shell di Vallelunga, terzo alla Trento-Bondone.Partecipa anche al giro di Sicilia. Corrono nello stesso anno anche Canali e Lelli con le formula junior.
Nel 1962 la Scuderia Bandini si unisce con la scuderia Arcangeli e Ilario corre con la mille a motore posteriore vince a Chieti (terzo assoluto) si ripete alla coppa Gallenga (Roma) e alla VInci-S.Baronto (terzo canali nella Junior), vince anche a Predappio e a Reggio Emilia mentre è quarto alla Bologna-Raticosa e a Vallelunga e giunge sesto alla Consuma. La Bandini di Giorgio Cechini prende la rivincita a Vallelunga (primo assoluto con giro più veloce), terzo alla coppa di Asiago, secondo al trofeo settecolli (Vallelunga) e quinto alla Bologna-Raticosa.
Nel 1963 nasce la Bandini 1000 GT con carrozzeria Corna, subfornitore di Zagato. A Predappio, Lelli arriva terzo e Cecchini vince ancora con la 1000 sport mentre Ilario giunge quinto alla Consuma (prova del mondiale sport) e al Trofeo Shell (Vallelunga).
Il 1964 è l'anno del quattro per Ilario che termina in questa posizione la Predappio-Rocca delle Caminate (preceduto dalle Bandini di Cecchini e Benelli), stesso ordine anche alla Ascoli-Colle S. Marco. È quarto alla Trento-Bondone (valevole per il campionato europeo della montagna) preceduto ancora da Benelli e alla Coppa Fagioli a Osimo (preceduto da Cecchini). Benelli è terzo a Cuneo (Garessio-colle S.Bernardo), alla Coppa del cimino (Roma), secondo a Teramo e alla Bolzano-Mendola, mentre finisce nono a vallelunga e si ritira per rottura del cambio alla Targa Florio.

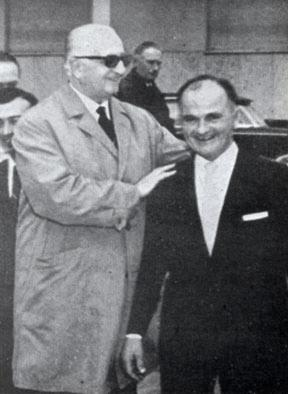
Bandini e Enzo Ferrari a Forlì nel 1964.

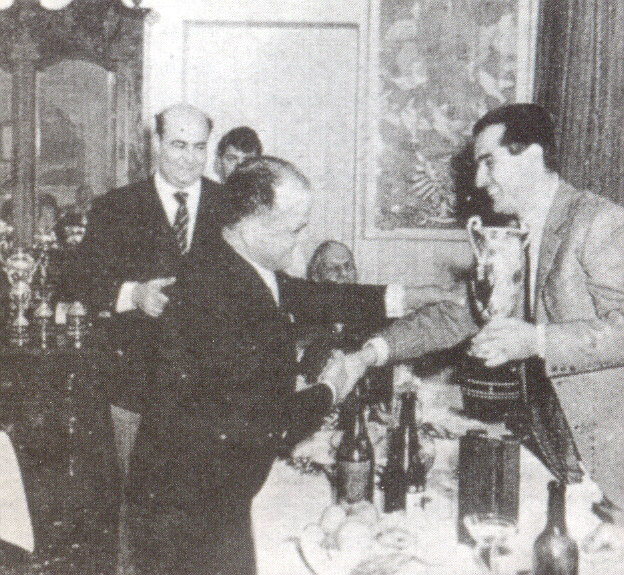
Lorenzo Bandini premia Ilario Bandini.

Alla premiazione di fine anno del campionato sociale della scuderia intervengono personalmente Lorenzo Bandini (omonimo ma non parente) ed Enzo Ferrari (assai restio ad uscire da Modena) a testimoniare la simpatia e la stima del "Drake" per Ilario Bandini.
Nel 1965 una versione della 1000 a motore posteriore (insolitamente gialla) vince con Benelli la salita di Predappio e la prima Castione Baratti (PR) corre poi con Paganelli la Trento-Bondone e la Cesana Sestriere. Cecchini con la mille motore anteriore invece chiude secondo a Predappio e si ritira al circuito del Mugello. Benelli invece, arriva quinto al trofeo Esso a Vallelunga (ottavo Ilario Bandini) si ritira alla Targa Florio, coglie un terzo posto alla Vergato Cereglio e soprattutto riporta una Bandini sul palcoscenico iridato cogliendo un lusinghiero quarto posto alla prova valida per il titolo mondiale sul circuito stradale del Mugello.
Nonostante una Bandini sia rimasta imbattuta dal 1961 al 1963 nella divisione sud/ovest del campionato SCCA, con motori maggiorati a 850 cm³ guidata da Hugh Grammer e T. Hotchkiss avesse vinto in quest'ultimo anno nella categoria F. Junior a Sebring, dalla metà degli anni sessanta Ilario interrompe la produzione per gli Stati Uniti; la mancanza di adeguati finanziamenti, il cambiamento radicale dei regolamenti, crediti non riscuotibili, la concorrenza di grandi case costruttrici, misero in crisi molti costruttori italiani e Ilario per farne fronte si dedica esclusivamente alla produzione di alcuni prototipi destinati soprattutto a "gentlemen driver" italiani che corrono principalmente in salita sotto assistenza diretta. Non rinuncia tuttavia, al miglioramento continuo sotto l'aspetto tecnico tanto che nel 1966 nasce una nuova Bandini mille a motore posteriore. Una barchetta con una nuova gradevolissima linea, un motore mille aggiornato, posizionato posteriormente e il cambio Colotti rappresentano le maggiori novità.

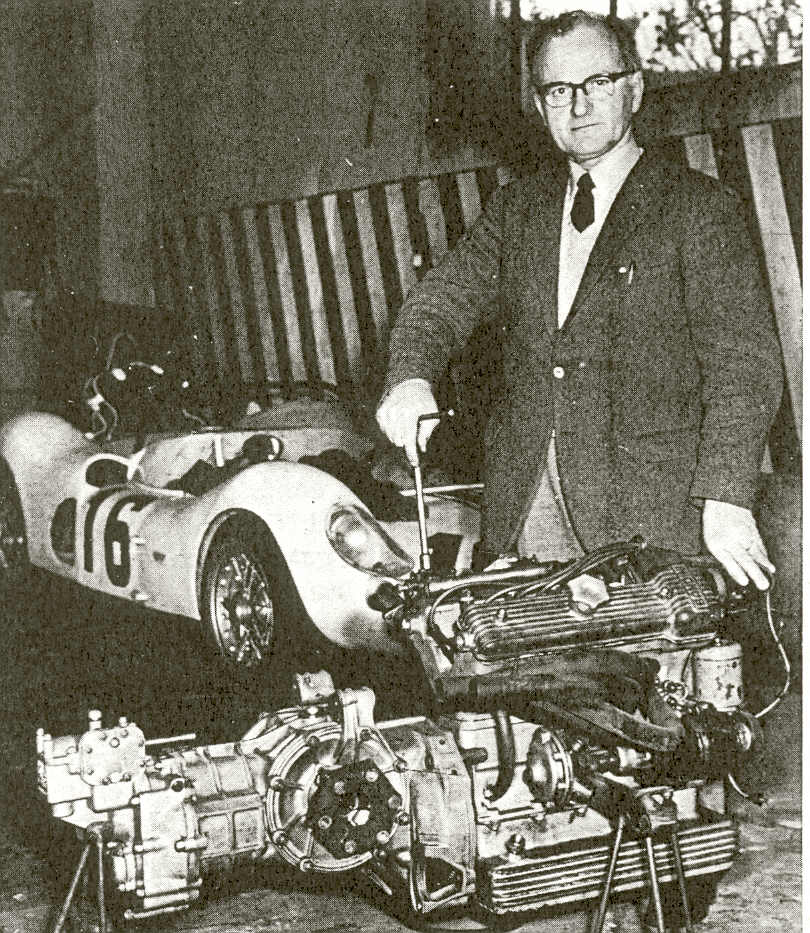
Gruppo motore-cambio della 1000 a motore posteriore.

Questa vettura ha corso fino alla metà degli anni settanta quando viene donata da Bandini al Comune di Forlì che tuttora la custodisce.
Nel 1968 viene presentata al "Salone dell'auto sportiva" di Torino la Bandini berlinetta saloncino sfortunata al circuito del Mugello dello stesso anno: uscì di strada in prova e nel rimetterla a nuovo fu lievemente modificata nella parte anteriore della carrozzeria.

### Le innovazioni
Una nuova Bandini sport prototipo 1000 nasce nel 1970 con l'insolita soluzione dei carburatori posti al centro della testata in posizione verticale. Dopo due anni la Bandini mille sport prototipo con la comparsa del primo elemento aerodinamico su una Bandini: un alettone posteriore.
Alla frusta di Dolcetti, Ghini, Benelli, Gatta, Ferrucci questi ultimi prototipi hanno vinto la Coppa Acqua Cerelia, la Camucia-Cortona, la Colle S. Bartolo (PU), la Gubbio-Madonna della Cima, la Coppa del Chianti (sottopeso di mezzo kilo) e colto innumerevoli piazzamenti: Trieste-Opicina, Bologna-Raticosa, Ascoli-colle S.Marco, Castione Passo della Presolana, Circuito del Mugello, Targa Florio, Magione e molte altre corse prevalentemente in salita su tutto il territorio nazionale.
Ilario negli anni settanta oltre a curare il restauro delle sue vecchie auto si preoccupa di proseguire lo studio delle nuove. Presenta nel 1980 la Bandini 1300 c.c. 16 valvole iniezione meccanica e accensione elettronica; dopo telai, motori e volanti, ora anche i cerchi in lega delle ruote sono fatti e portano la firma Bandini.

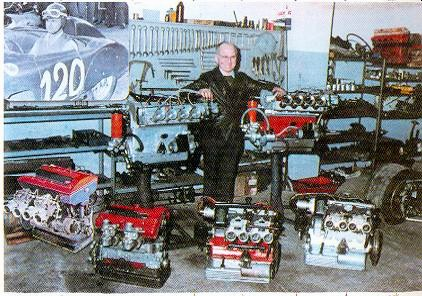
Ilario Bandini tra i motori Bandini.

Nel 1975 Ilario è il trascinatore del Gruppo piloti Bandini che si era adoperato con successo nell'organizzazione di una fiera dedicata all'automobilismo. Fino al 1979 arrivano a Forlì la McLaren Formula 1 di James Hunt ('76) e la Ferrari di Niki Lauda ('77) oltre a decine di migliaia di visitatori. L'avventura si interrompe a causa della concomitanza con quella (oggi più nota come Motorshow ma nata nel 1976) di Bologna, che disponeva di locali molti più ampi e adeguati.
Ilario fu determinante anche nell'organizzazione della corsa in salita Predappio-Rocca delle camminate (Forlì) del 1978 che era stata interrotta dieci anni prima.
A metà del 1981 riceve dall'Università di New York la laurea honoris causa in ingegneria meccanica, mentre una Bandini viene esposta al Museo Marconi di Los Angeles. Seguirono ulteriori gratificazioni come la medaglia d'oro del Comune di Forlì e la medaglia assegnatagli dal Comitato olimpico nazionale italiano (CONI) "come giusto riconoscimento di tanti anni svolti a favore dello sport italiano".
Nel 1985 veste il casco un'ultima volta a Predappio per salire con la sua 1300 16 Valvole.

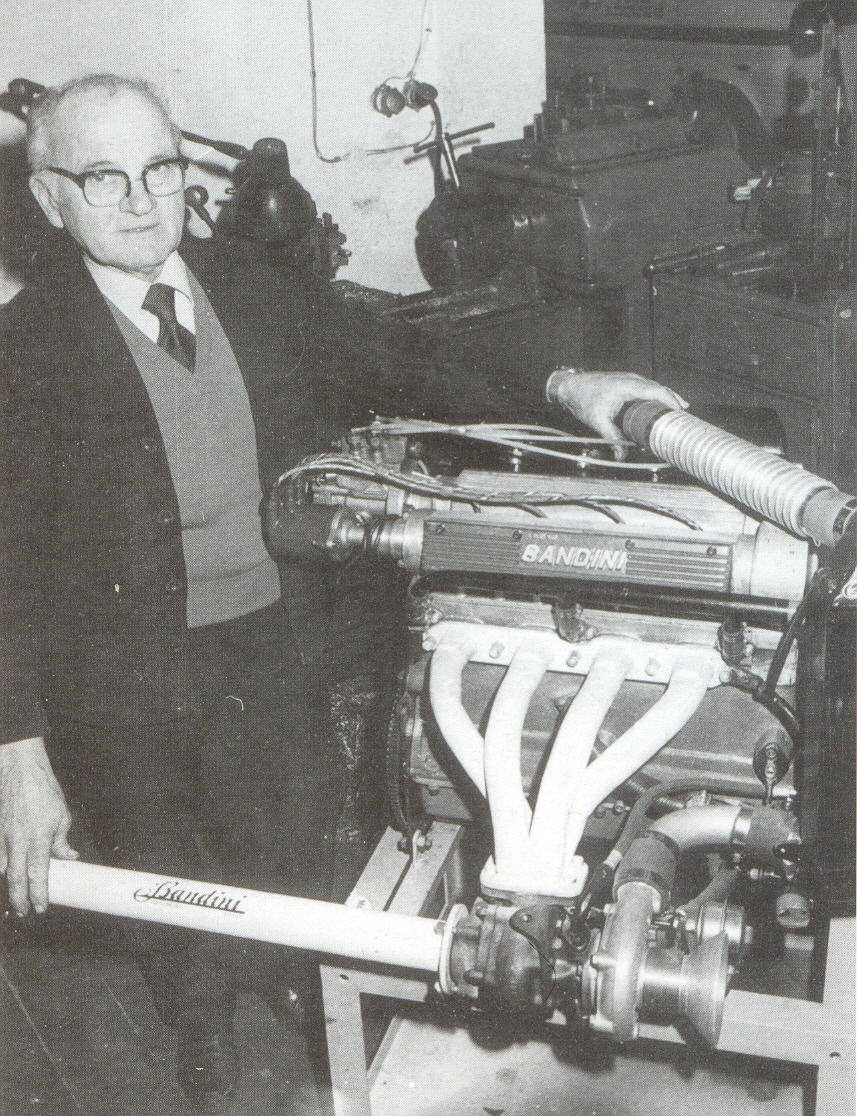
Ilario Bandini e il mille turbo.

### Bandiera a scacchi
Ancora qualche anno per vedere l'ultima creazione: una Bandini Berlinetta 1000 turbo 16 V che ha terminato all'età di 80 anni, appena prima di spegnersi a Forlì il 12 aprile 1992.
A dieci anni dalla morte, la città di Forlì ne onora il ricordo intitolandogli una piazza.
Il Registro storico Bandini conserva la documentazione, la storia e dieci auto Bandini al fine di perpetuare il ricordo di una marca di automobili del passato che ha contribuito ad accrescere la fama delle auto italiane, ma soprattutto il ricordo di una persona che ha fatto della propria vita il mezzo per realizzare i propri sogni.